# Луганский, Сергей Данилович
Сергей Данилович Луганский (1918—1977) — командир эскадрильи 270-го истребительного авиационного полка (203-я истребительная авиационная дивизия, 1-й штурмовой авиационный корпус, 5-я воздушная армия, Степной фронт), дважды Герой Советского Союза, писатель.

## Биография
Родился 1 октября 1918 года в городе Верном в крестьянской семье. Русский.
В 1936 году окончил неполную среднюю школу и работал садовником. В том же году был призван в Красную Армию и был направлен по комсомольской путёвке в Оренбургскую военную авиационную школу лётчиков, после окончания которой в 1938 году он служил в 14-й авиационной бригаде в Пскове.
В 1939-1940 годах младший лейтенант Луганский участвовал в советско-финской войне, за время которой он сделал 59 боевых вылетов и сбил 1 самолёт противника, за что был награждён орденом Красной Звезды.
В первое время Великой Отечественной войны Сергей Луганский летал на ЛаГГ-3 на штурмовку войск противника, сбил 4 самолёта под Батайском и Ростовом-на-Дону, за что был награждён орденом Красного Знамени, и 4 самолёта под Белгородом, за что получил ещё один орден Красного Знамени.
С 1942 года — член ВКП(б)/КПСС.
14 сентября 1942 года капитан Луганский повёл в лобовую атаку восьмёрку ЛаГГ-3 против превосходящих сил противника, прикрывая переправу через Волгу для 13-й гвардейской стрелковой дивизии. Он пошёл на сближение с ведущим группы Me-109. Немец пытался уйти от столкновения, но Луганский ударом винта снёс стабилизатор «мессершмитта», и вражеский самолёт потерял управление и пошёл к земле. В дальнейшем капитан Луганский пересел на самолёт Як-1Б на Курской дуге и под Харьковом.
В некоторых источниках встречается информация, что в одном из боёв Луганским был сбит немецкий ас Отто Фённекольд, который при этом попал в плен. Это не соответствует действительности, так как Фённекольд погиб в бою с американскими истребителями в 1944 году.
2 сентября 1943 года за 221 боевой вылет, 18 лично и 1 в группе сбитых самолётов противника капитану Луганскому Сергею Даниловичу было присвоено звание Героя Советского Союза с вручением ордена Ленина и медали «Золотая Звезда» (№ 1493).
В одном из боев Луганский отбил атаку вражеских истребителей на самолёт Ил-2 лётчика-штурмовика в будущем Дважды Героя Советского Союза Талгата Бегельдинова.
27 сентября 1943 года во время форсирования Днепра у села Мишурин Рог (Кировоградская область) войсками Степного фронта Сергей Луганский во главе эскадрильи прикрывал советские штурмовики. Его эскадрилья встретила у переправы группу Ju-88 и He-111 под прикрытием Me-109 и вступила в бой. Атака «юнкерсов» была отбита, однако к переправе прорвались «хейнкели». Луганский атаковал вражеский флагман и пропеллером снёс ему руль высоты, из-за чего тот потерял управление и рухнул на землю. Луганский смог благополучно приземлиться на повреждённом самолёте на своём аэродроме.
В июне 1944 года он был назначен командиром авиаполка. 1 июля 1944 года майор Луганский был награждён второй медалью «Золотая Звезда» (№ 1981). В Румынии, над Одером он летал на именном самолёте-подарке комсомольцев Алма-Аты.
Закончил боевой путь в Берлине. К концу войны совершил 390 боевых вылетов, сбил лично 37 и 6 в группе — вражеских самолётов, по другим данным — сбил 34 лично и 1 в группе. Механиком самолетов, на которых летал Герой Советского Союза Луганский Сергей Данилович, был старший сержант Лавриненко Иван Иванович.
В 1949 году окончил обучение в Военно-воздушной академии, после чего служил на командных должностях в войсках ПВО.
Ушёл в запас в 1964 году в звании генерал-майора авиации. Написал книги «На глубоких виражах», «Небо остается чистым».

Могила Сергея Луганского и его жены в Центральном кладбище Алматы

Скончался 16 января 1977 года. Похоронен в Алма-Ате на Центральном кладбище.

## Награды
- Две медали «Золотая Звезда» Героя Советского Союза;
- два ордена Ленина (02.09.1943, …);
- два ордена Красного Знамени (28.02.1942, 22.07.1943);
- орден Александра Невского (05.09.1944);
- два ордена Красной Звезды (19.05.1940, 19.11.1951);
- медали, в том числе «За боевые заслуги» (05.11.1946).

## Память
- улица Луганского есть в городе Алма-Ата (Казахстан).
- В Алма-Ате установлен бюст на постаменте, расположен на пр. Абылай-хана, между ул. Айтеке би и Гоголя.
- Авиабазе Сил воздушной обороны Казахстана в Талдыкоргане присвоено имя Сергея Луганского.

## Сочинения
- [militera.lib.ru/memo/russian/lugansky Луганский С. Д. На глубоких виражах]. — Алма-Ата, 1963.
- Луганский С. Д. Небо остается чистым. — Алма-Ата, 1970.

## Экранизации
- Ряд эпизодов из книги «На глубоких виражах» вошли в сценарий фильма «В бой идут одни «старики»[4].